# Permian: The Great Dying
Permian: The Great Dying è un singolo del gruppo musicale tedesco The Ocean, pubblicato il 5 settembre 2018 come primo estratto dall'ottavo album in studio Phanerozoic I: Palaeozoic.

## Descrizione
Si tratta del brano conclusivo del disco e affronta il periodo del Permiano, precisamente l'estinzione di massa del Permiano-Triassico, come spiegato dal chitarrista Robin Staps:
Il cantato di Loïc Rossetti risulta prevalentemente melodico, con il growl relegato nella sola prima parte del brano e come sottofondo nei ritornelli successivi.

## Video musicale
Il video, diretto da Craig Murray e filmato tra India e Indonesia, è stato reso disponibile il 19 giugno 2019 in anteprima sul sito della rivista statunitense Billboard e mostra scene di Rossetti cantare il brano in una zona desertica alternate ad altre in cui vengono mostrati insetti e paesaggi oceanici.

## Tracce
Testi di Robin Staps, musiche di Robin Staps, Paul Seidel, Loïc Rossetti e Mattias Hägerstrand.
1. Permian: The Great Dying – 9:22

## Formazione
Hanno partecipato alle registrazioni, secondo le note di copertina di Phanerozoic I: Palaeozoic:
Gruppo
- Loïc Rossetti – voce
- Paul Seidel – batteria, organo
- Mattias Hägerstrand – basso
- Peter Voigtmann – sintetizzatore, campionatore
- Robin Staps – chitarra, organo, arrangiamento
- Dalai Theofilopoulou – violoncello

Produzione
- Robin Staps – produzione, registrazione chitarre, basso e violoncello, ingegneria del suono aggiuntiva
- Julien Fehlmann – registrazione batteria
- Chris Edrich – registrazione chitarre, basso e violoncello, ingegneria del suono aggiuntiva
- David Åhfeldt – registrazione chitarre, basso e violoncello
- Dalai Theofilopoulou – registrazione chitarre, basso e violoncello
- Peter Voigtmann – registrazione sintetizzatore
- Jens Bogren – missaggio
- Tony Lindgren – mastering